# Dahomey (film)
Dahomey is een Senegalees-Frans-Beninse documentairefilm uit 2024, geregisseerd en geschreven door Mati Diop.

## Verhaal
In november 2021 staan 26 koninklijke schatten van het koninkrijk Dahomey op het punt Parijs te verlaten, waar ze tentoongesteld waren in het Musée du quai Branly, om terug te keren naar hun land van herkomst, wat nu de huidige Republiek Benin is. Deze artefacten werden in 1892 samen met duizenden andere kunstwerken door de Franse koloniale troepen geplunderd. Studenten van de Universiteit van Abomey-Calavi debatteren over welke houding ze moeten aannemen ten opzichte van de thuiskomst van deze voorouderlijke schatten in een land dat tijdens hun afwezigheid vooruit is gegaan.

## Release en ontvangst
Dahomey ging op 18 februari 2024 in première op het Internationaal filmfestival van Berlijn in de competitie en won de Gouden Beer. De film werd geselecteerd als Senegalese inzending voor de beste niet-Engelstalige film voor de 97ste Oscaruitreiking.

## Prijzen en nominaties
De belangrijkste:
| Jaar | Prijs                                   | Categorie   | Genomineerde(n) | Uitslag  |
| ---- | --------------------------------------- | ----------- | --------------- | -------- |
| 2024 | Internationaal filmfestival van Berlijn | Gouden Beer | Mati Diop       | Gewonnen |